# Anarho-feminism

Steagul anarho-feminismului

Simbolul anarho-feminismului

Anarho-feminismul combină anarhismul cu feminismul și apără ideea de egalitate între bărbați și femei.
Anarho-feminiștii au ca stemă simbolurile femininului și cel al masculinului, ele având același cerc, iar în acesta, semnul egal, ce întărește principiul egalitar al genurilor.